# Alice (internet)
Alice is een internetprovider en een dochterbedrijf van Telecom Italia. Het bedrijf is actief in Italië en Duitsland en was actief in Frankrijk en Nederland.
Het merk werd in Nederland door BBned – tevens dochter van Telecom Italia – op de markt gebracht. Het breedbandnetwerk van BBned, waarop de diensten van Alice beschikbaar waren was gebaseerd op DSL- en glasvezeltechnologie. Alice was titelsponsor van de Alice TT Assen in 2009. Het Italiaanse topmodel Vanessa Hessler trad in reclames op als het gezicht van het merk. Alice en het netwerk waar het bedrijf sinds 16 augustus 2007 gebruik van maakte, BBned, werd sinds 16 juli 2010 overgenomen door Tele2 waarna het merk niet meer actief was op de Nederlandse markt. In Frankrijk stopte het bedrijf na vijftien jaar met activiteiten in 2018.